# Наполеон Зервас
Наполеон Зервас (на гръцки: Ναπολέων Ζέρβας) е гръцки политически и военен деятел, основател на ЕДЕС.
Дължи кариерата си на Теодорос Пангалос, а сред опонентите му е Георгиос Кондилис.
На парламентарните избори на 31 март 1946 г. партията му получава 25 места в гръцкия парламент. Обединява партията си с Либералната партия. На 2 септември 1950 г. е избран за министър на обществения ред в правителството на Софоклис Венизелос.